# Kaliganj (Gazipur)
Kaliganj (en bengali : কালিগঞ্জ) est une upazila du Bangladesh dans le district de Gazipur. En 1991, on y dénombrait 175 915 habitants.